# Gemmingen
Gemmingen är en kommun och ort i Landkreis Heilbronn i regionen Heilbronn-Franken i Regierungsbezirk Stuttgart i förbundslandet Baden-Württemberg i Tyskland.
Kommunen ingår i kommunalförbundet Eppingen tillsammans med staden Eppingen och kommunen Ittlingen.